# Azita Raji
Azita Raji (persiska آزیتا راجی), född 29 september 1961 i Teheran i Iran, död 6 februari 2022, var en amerikansk diplomat. Hon var USA:s ambassadör i Sverige från februari 2016 till januari 2017.

## Biografi
Azita Raji, vars far var diplomat, växte upp i en förmögen familj i Teheran och gick i skola i Lausanne i Schweiz. Efter den iranska revolutionen 1978 utvandrade familjen till USA. Hon avlade en kandidatexamen i arkitektur och franska vid Columbia University 1983 och en magisterexamen i ekonomi 1991 vid Columbia Business School. Hon blev amerikansk medborgare 1988.
Efter en karriär på investeringsbanker i New York ägnade hon sig sedan 2008 på heltid åt politiska frågor och arbetade bland annat med Barack Obamas presidentvalskampanjer.
Azita Raji tillträdde i mars 2016, som första kvinna, posten som USA:s ambassadör i Stockholm och hade den fram till 20 januari 2017. Hon var den första amerikanska ambassadören i Sverige som deltog i Prideparaden i Stockholm. Hon var också den första iranskfödda person som varit amerikansk ambassadör.
Azita Raji var gift med Gary Syman, tidigare partner i Goldman Sachs. Paret hade fem döttrar.
Hon avled 2022 efter en tids sjukdom.